# هویوس دمیگل مونیوس
هیس د میگوئل مونیس دهستانی در استان آبیلای اسپانیا است.
در این دهستان ۴۷ نفر زندگی می‌کنند. مساحت این دهستان ۱۱٫۹۲ کیلومتر مربع است.